# Henk Wamsteker (voetballer)
Hendrik (Henk) Wamsteker (Madioen, 1 mei 1900 – Haarlem, 12 juli 1959) was een Nederlands voetballer en vooraanstaand medicus.

## Loopbaan
Op 25 oktober 1925 debuteerde Wamsteker voor Nederland in een vriendschappelijke wedstrijd tegen Denemarken (4-2 winst). Hij kwam in clubverband uit voor de Leidense club ASC en later voor HFC Haarlem.
Wamsteker genoot verder bekendheid als arts. Hij was de eerste chirurg in Nederland die een geslaagde longexstirpatie uitvoerde. Hij was conservator aan de heelkundige kliniek van de Universiteit Leiden en vanaf 1937 eerste chirurg in het Diakonessenziekenhuis in Haarlem.
Wamsteker is de vader van roeier en medicus Henk Wamsteker.

## Voetbalstatistieken
| Interlands van Henk Wamsteker | Interlands van Henk Wamsteker | Interlands van Henk Wamsteker | Interlands van Henk Wamsteker | Interlands van Henk Wamsteker | Interlands van Henk Wamsteker |
| №                             | Datum                         | Wedstrijd                     | Uitslag                       | Soort Wedstrijd               | Doelpunten                    |
| Als speler bij ASC            | Als speler bij ASC            | Als speler bij ASC            | Als speler bij ASC            | Als speler bij ASC            | Als speler bij ASC            |
| ----------------------------- | ----------------------------- | ----------------------------- | ----------------------------- | ----------------------------- | ----------------------------- |
| 1.                            | 25-10-1925                    | Nederland - Denemarken        | 4-2                           | Vriendschappelijk             | 0                             |
| Als speler bij HFC            |                               |                               |                               |                               |                               |
| 2.                            | 6-2-1929                      | België - Nederland            | 3-1                           | Vriendschappelijk             | 0                             |